# Albert Roze
Pour les articles homonymes, voir Roze.
Albert Roze est un sculpteur français, né le 4 août 1861 à Amiens, où il meurt le 17 octobre 1952.
Il a surtout œuvré dans sa ville natale et dans le département de la Somme.

## Biographie

### Années de formation
Albert Roze est né en 1861 à Amiens, dans le quartier de La Hotoie. Son père, Domice Simon Roze, mécanicien et dessinateur, lui enseigne les premiers rudiments du dessin. Sa mère, Angélique Lejeune, est couturière.
En 1873, il entre à l'école municipale de dessin d'Amiens à la Malmaison, où il suit les cours du peintre Léon Delambre, directeur du musée de Picardie. Il fréquente également l'atelier du sculpteur Dufay où il rencontre les frères Duthoit. Son travail de sculpture au palais de justice ayant été remarqué, la mairie d'Amiens lui octroie une bourse pour qu'il puisse continuer l'étude de la sculpture à l'École des beaux-arts de Paris dans les ateliers d'Auguste Dumont et de Jean-Marie Bonnassieux. Il concourt par deux fois sans succès au prix de Rome. Il travaille à Paris de 1879 à 1891, puis part pour deux ans à Rome.

### Carrière artistique
À son retour d'Italie, le maire d'Amiens, Frédéric Petit, lui propose en janvier 1893 la direction de l'école des beaux-arts d'Amiens. Il la dirige jusqu'en 1911 et y enseigne l'histoire de l'art. 
Il participe aux commissions d'examen des projets d'érection de monuments commémoratifs aux morts de la Première Guerre mondiale après 1918 et il est membre du jury du concours organisé par la mairie de Montdidier pour le choix de son monument commémoratif des soldats morts à la guerre.
Son atelier est installé boulevard de Bapaume à Amiens. En 1925, il est nommé rosati d'honneur de la société savante des Rosati picards.
En 1939, il assure l'évacuation dans le département de l'Indre des œuvres du musée de Picardie dont il était devenu le conservateur en 1920. Ses collections personnelles sont pillées lors de l'évacuation de la ville d'Amiens en mai 1940. Il prend sa retraite après 1945, alors qu’il a largement dépassé 80 ans.
Albert Roze laisse une œuvre abondante : il a marqué de son empreinte la ville d'Amiens par ses sculptures érigées dans l'espace public de la cité. Ses œuvres reflètent son attachement à la Picardie et son intérêt pour la réalité sociale de l’époque.
Il meurt à 91 ans en 1952 et est inhumé à Amiens au cimetière Saint-Acheul ancien.

## Œuvres dans les collections publiques
- Abbeville : 
  - Notre-Dame de France, rue des Minimes, en souvenir du vœu de Louis XIII ;
  - collégiale Saint-Vulfran, Vierge de Pitié du monument aux morts.
  - église Saint-Sépulcre, chapelle du Sacré Cœur : deux bas reliefs, la Crucifixion et le Christ apparaissant à Marie Alacoque (1930).
- Albert, basilique Notre-Dame de Brebières :
  - Vierge dorée couronnant le clocher ;
  - La Madone aux brebis ;
  - Vierge de pitié ;
  - saint Gervais et saint Protais ;
  - médaillon représentant Edmond Duthoit ;
  - médaillon représentant saint Dominique ;
  - médaillon représentant Mgr Anicet Godin ;
  - médaillon représentant le chanoine Gosset ;
  - buste de Vincent de Paul ;
  - buste d'Ignace de Loyola ;
- Amiens :
  - Marie sans chemise, est le nom donné par les Amiénois à son œuvre la plus connue. Elle représente une allégorie du Printemps[Note 1] ;
  - cathédrale Notre-Dame :
    - partie sud du déambulatoire : Monument aux morts ;
    - buste de Mgr Lecomte, évêque d'Amiens ;

  - église du Sacré-Cœur :
    - statue du Sacré-Cœur ;
    - statue de laVierge à l'Enfant ;

  - église Saint-Martin : 
    - Monument funéraire de Gaetan de Guillebon (1893) ;
    - statue du curé d'Ars, monument à l'abbé Damonneville, curé de Saint-Martin (1923) ;
    - groupe sculpté représentant saint Michel terrassant le démon ;

  - église Saint-Rémi :
    - statue en marbre de Jeanne d'Arc ;
    - statue en marbre de saint Louis ;
    - statue de saint Joseph et l'Enfant-Jésus ;
    - statue, en marbre de Sera Vezza, représentant le Sacré Cœur ;
    - bas-relief représentant La Bataille de Tolbiac ;
    - médaillon en bronze doré de Louis Pouillet, curé de Saint-Rémi (1932) ;

  - église Saint-Roch :
    - statues de la façade :
      - statue de saint Roch ;
      - statue de saint Jean-Baptiste ;
      - statue de saint Firmin ;

    - groupe sculpté, en marbre blanc, représentant saint Dominique recevant le Rosaire des mains de la Vierge (1929) ;

  - église Sainte-Jeanne d'Arc :
    - statue de Jeanne d'Arc ;
    - chapelle sainte Jeanne d'Arc, bas-relief la Révélation ;
    - chapelle sainte Jeanne d'Arc, têtes sculptées : roi, soldat et moine ;

  - cimetière de La Madeleine, bustes de personnalités amiénoises parmi lesquelles :
    - Tombeau de Jules Verne, 1907, réalisé d'après le masque mortuaire de l'écrivain deux ans après sa mort. Le monument se compose d'une sculpture de Jules Verne brisant sa pierre tombale, sortant de son linceul torse nu et se hissant hors de son tombeau en levant le bras et en regardant vers le ciel. La sculpture s'intitule Vers l'immortalité et l'éternelle jeunesse ;
    - Adrien Duthoit, bas-relief en bronze ;
    - Edmond Duthoit, médaillon en marbre ;
    - Mr et Mme Lecocq, deux bustes en marbres signés de 1936 ;
    - Victor Pauchet, bustes en marbre de 1906 et 1911 ;
    - Édouard Gand, buste en marbre ;
    - Jean-François Vogel, buste en bronze ;

  - cimetière Saint-Acheul : sépulture des familles Victor Pauchet de Butler d'Ormond, 1915-1916 ;
  - Hôpital Nord :
    - Le Premier né, monument à l'entrée de l'hôpital (transféré à l'Hôpital Sud) ;
    - Armoiries de la ville d'Amiens, fronton du bâtiment principal de l'hôpital ;

  - Monument à Jules Verne, Salon des artistes français de 1908, érigé dans le square proche de la Maison de Jules Verne ;
  - La Jeunesse assurant la Vieillesse, bas-relief ornant le fronton de l'ancienne Caisse d'épargne ;
  - Le Pardon, monument de la cour du Conservatoire national de musique ;
  - Charles Dallery, square Montplaisir ;
  - Frédéric Petit, cour d'honneur de la bibliothèque municipale Louis Aragon ;
  - collège Auguste-Janvier :
    - Alphonse Fiquet, cour d'honneur ;
    - Auguste Janvier, médaillon ornant la façade ;

  - Sainte Ulphe, à l'angle de la maison du pèlerin sur le parvis de la cathédrale ;
  - La Famille, bas-relief dans l'hôtel Edouard-Vagniez (hôtel de Région) ;
  - musée de Picardie :
    - La Résurrection ;
    - Robert de Luzarches ; Renaud de Cormont ; Jehan Turpin ; Nicolas Blasset ; Claude Mellan ; François Poilly ; Jean Rousseau ; Jean-Baptiste Carpentier ; Maurice Quentin de La Tour ; Théophile Caudron ; Puvis de Chavannes et Edmond Duthoit, douze médaillons sculptés de la coupole du grand salon.
- Bazentin : Monument à Jean-Baptiste de Lamarck.
- Beauval : Statue de Saint Charles Borromée dans l'oratoire près de l'église.
- Chaulnes : Monument à Lhomond, réplique.
- Corbie : 
  - Statue de sainte Colette, 1929 ;
  - abbatiale Saint-Pierre, statue en plâtre de sainte Colette ;
  - cimetière communal : buste de Léon Curé.
- Doullens : 
  - bas-relief en bronze du calvaire Foch, 1921 ;
  - Église Notre-Dame :
    - statues du tympan du portail ;
    - statues latérales du portail, Moïse, Isaïe, sainte Elisabeth et Siméon.
- Dury, hôpital Philippe-Pinel : La Charité, ornant le tympan du porche d'entrée.
- Estrées-Mons, intersection des route départementale 1029 et route départementale 937 : monument commémoratif des pilotes automobiles Louis Trintignant et Guy Bouriat, morts à proximité en mai 1933.
- La Faloise : Monument aux cantonniers Gras et Foy, 1910.
- Montdidier : 
  - Monument à Parmentier, 1930 ;
  - Église Saint-Pierre : réplique en marbre de la statue Notre-Dame de France, érigée à Abbeville, rue des Minimes.
- Péronne : Monument au marin Delpas, 1933.

### Monument aux morts
Albert Roze réalise des monuments aux morts pour les villes et villages des départements de la Somme, de l'Oise, du Nord ou du Finistère.
- Airaines
- Amiens : Monument aux morts, place du Maréchal Foch et Monument aux morts de la nécropole nationale, cimetière Saint-Acheul.
- Beauchamps
- Bougainville
- Buigny-lès-Gamaches
- Camon
- Cayeux-sur-Mer
- Chépy
- Corbie
- Cysoing
- Davenescourt
- Domart-en-Ponthieu
- Fontaine-sur-Somme
- Friaucourt
- Friville-Escarbotin
- Grandvilliers (Oise)
- Longueval
- Machiel
- Montdidier
- Moreuil
- Oisemont
- Quend
- Ribemont-sur-Ancre
- Rollot
- Saint-Valery-sur-Somme
- Saint-Urbain (Finistère)
- Tricot (Oise)
- Vignacourt

## Récompense et hommage
- Médaille d'or au Salon des artistes français de 1897[2].
- Une rue du centre ville d'Amiens porte son nom.
- Une statue porte son nom à Bazentin.

## Élèves
- Auguste Carvin.
- Valentin Molliens.